# Fermín Casquete Álvarez
Fermín Casquete Álvarez (Tordehumos, Valladolid, 1950) és un exempresari i exdirigent esportiu català d'origen castellà.

## Biografia

### Orígens
Nascut a Tordehumos el 1950. En els seus orígens, professionalment va ser obrer del metall i un destacat sindicalista de la UGT.

### Activitat a TUSGSAL
El 1985 va formar part del grup de treballadors que va fundar TUSBSAL, predecessora de l'actual TUSGSAL, encarregada concessionària de la gestió dels autobusos de Badalona. L'octubre de 1987 fou nomenat director general de l'empresa, a causa d'un conflicte de confiança amb l'anterior. Va estar al capdavant de l'empresa fins al març de 2012, una llarga etapa durant la qual l'empresa va créixer de forma exponencial.
Quan l'any 2012 va sortir del consell d'administració de l'empresa, els treballadors van descobrir al registre mercantil que s'havia proveït d'un pla de pensions xifrat en 4,5 milions d'euros, que finalment no va arribar a cobrar. No obstant això, la indemnització per la sortida de Casquete de TUSGSAL es calcula que fou d'uns 2,5 milions d'euros, tanmateix, es va decidir fer un pacte de silenci a fi de preservar els interessos de l'empresa. Dos anys més tard, el silenci es va trencar, en saber que l'exdirector assessorava a una empresa competidora de TUSGSAL en el servei de Nitbus: s'informà de tota una sèrie d'irregularitats en el repartiment d'incentius entre els treballadors, que esquitxaven no sols a Casquete, sinó també els seus dos fills, que van acabar desvinculant-se de l'empresa.

### Activitat com a dirigent esportiu
També ha estat un notable dirigent esportiu, va iniciar la seva afició amb el Club de Futbol Badalona, intentant escalar càrrecs directius, sense èxit. El 1989 va crear la Unió de l'Esport Badaloní, nom adoptat el 1992, originalment fundat com Club Futbol TUBSAL. Aquest, mentre Casquete n'era entrenador i mànager general, assolí la fita de passar de primera divisió catalana a tercera divisió espanyola, on jugà durant sis temporades.
Finalment, va ser elegit president del Club de Futbol Badalona el setembre de 2001, amb una ajustada victòria a les urnes. En aquell moment, el club tenia uns 200 socis i arrossegava un deute de més d'un milió d'euros. Amb el suport de l'empresa TUSGSAL, que s'encarregà dels deutes del club, el 2002 impulsà la fusió amb el Badaloní, que va permetre créixer el Badalona en l'àmbit econòmic, social i esportiu. Durant els deu anys que va estar en el càrrec, el Badalona va assolir la xifra de 3000 socis i una situació econòmica immillorable. a més d'haver signat un conveni amb l'Ajuntament de Badalona per construir el nou estadi del Badalona. A partir de 2011 ostentà la presidència honoraria del club, fins al 2013, quan va renunciar al càrrec, abans de la celebració d'una assemblea general de socis.

### Influència política
Tingué un important pes al Partit dels Socialistes de Catalunya a tot el Barcelonès Nord, especialment a Badalona, on molts el consideraven l'home fort del partit. En aquesta ciutat hauria mogut els fils del partit des de l'ombra. Es deia que tota decisió i llista electoral havia de comptar amb el seu vist-i-plau, i que càrrecs com l'alcaldessa Maite Arqué van tenir complicacions per exercir perquè no el convencien, tot i que havia rebut el seu suport inicial. Fins i tot, alguns consideraren que el retard de l'arribada del metro a Badalona era obra seva, per protegir els interessos de TUSGSAL.